# نيشان الخدمة للملكة
يُستخدم نيشان الخدمة للملكة، الذي تم إنشاؤه بموجب أمر ملكي من الملكة إليزابيث الثانية في 13 مارس 1975، للاعتراف بـ «الخدمة التطوعية القيمة للمجتمع أو الخدمات الجديرة بالتقدير والمخلصة للتاج أو الخدمات المماثلة داخل القطاع العام، سواء في المنتخبين أو المعينين مكتب. مقر. مركز». تم إنشاء هذا الأمر بعد مراجعة نظام التكريم النيوزيلندي في عام 1974. حل نيشان الخدمة للملكة محل أمر الخدمة الإمبراطوري في نيوزيلندا.

## التعبير
ملك نيوزيلندا هو رئيس النظام السيادي وأولئك الذين يتم تعيينهم كأعضاء هم «رفقاء». يصنف الصحابة إلى أعضاء عاديين وإضافيين وفخريين. الرفاق العاديون هم مواطنو نيوزيلندا أو مواطنو دول الكومنولث. العضوية العادية محددة بـ 50 موعدًا سنويًا. يمكن تسمية أفراد العائلة المالكة «رفقاء إضافيين». يمكن تعيين مواطني البلدان التي لا تشارك ملك نيوزيلندا كرئيس للدولة «رفقاء فخريين». يجوز تعيين «رفقاء إضافيين» تكريماً للمناسبات الملكية أو الحكومية أو الوطنية المهمة.
الحاكم العام لنيوزيلندا هو رفيق إضافي للأمر في حد ذاته وهو أيضًا «الرفيق الرئيسي» للنظام. يمكن أيضًا تعيين الحكام العامين السابقين أو أزواجهم «كرفيق إضافي». كاتب المجلس التنفيذي لنيوزيلندا، أو أي شخص آخر يعينه الملك، هو «أمين ومسجل» الأمر.
يحق للرفاق استخدام الحروف اللاحقة الاسمية "QSO". قبل عام 2007، تم تمييز الجوائز بين الجوائز «العامة» و «خدمة المجتمع». يتم إجراء التعيينات في الأمر بأمر ملكي بموجب دليل التوقيع الملكي الخاص بالملك ويوقعه المرافق الرئيسي أو السكرتير ويسجل مكانه أو مكانها. يتم الإعلان عن المواعيد في New Zealand Gazette.

## الشارة
شارة النظام عبارة عن زهرة مانوكا منمنمة بخمس بتلات، والتي تحتوي على دمية للملك الحاكم محاطة بدائرة حمراء منقوشة للخدمة - MŌ NGA MAHI NUI، متوجة في الأعلى. يحتوي الشريط على شكل ماوري بوتاما تقليدي يتكون من «درجات» قطرية باللونين الأسود والأبيض والأحمر (تدل على نمو الإنسان، وهو يكافح باستمرار لأعلى)  في المنتصف بخطوط حمراء على طول كل حافة من الشريط. يتم ارتداء الشارة على طية صدر السترة اليسرى من معطف الرجال أو من شريط مربوط في قوس عند الكتف الأيسر للنساء. كما هو الحال مع الميداليات الأخرى المولودة في الشريط، ترتدي النساء QSO في أزياء الذكور عندما يرتدون الزي العسكري. من المعروف أن النساء يرتدين الحجاب، حتى في الملابس المدنية، مثل آن، الأميرة رويال في موكب الذكور خلف نعش والدها. بالإضافة إلى ذلك، يرتدي الحاكم العام لنيوزيلندا الشارة على سلسلة ذهبية رفيعة.

## الميدالية
هناك أيضًا ميدالية خدمة الملكة ذات الصلة، وهي ميدالية دائرية فضية تحمل صورة الملك الحاكم على الوجه، وشعار النبالة لنيوزيلندا على ظهرها. نمط الشريط أو القوس هو نفسه طلب خدمة الملكة. كما تم منح الميدالية قبل عام 2005 عن «الخدمة العامة» و «خدمة المجتمع».

## أعضاء وضباط مهمون
- الملك : الملكة
- المرافق الرئيسي: الحاكم العام
- رفقاء اضافيين:
  -  أمير ويلز KG KT GCB OM AK QSO GCL CD PC ADC (1983)
  -  قرص مضغوط The Princess Royal KG KT GCVO QSO (1990)
- رفقاء إضافيون
  -  حضرة. السير ويليام هيسلتين، (1990) - السكرتير الخاص السابق للملك
  -  حضرة. The Lord Fellows، (1999) - السكرتير الخاص السابق للملك
  -  حضرة. السير مايكل هاردي بويز، (2001) - الحاكم العام السابق لنيوزيلندا
  -  ماري، ليدي هاردي بويز، (2001) - نائب الملك السابق لنيوزيلندا
  -  العسل. السيدة سيلفيا كارترايت، (2006) - الحاكم العام السابق لنيوزيلندا
  -  حضرة. السير أناند ساتياناند، (2007) - الحاكم العام السابق لنيوزيلندا
  -  حضرة. اللورد جانفرين، (2008) - السكرتير الخاص السابق للملك
  -  سوزان، ليدي ساتياناند، (2011) - نائب الملك السابق لنيوزيلندا
  -  اللفتنانت جنرال آر تي. حضرة. السير جيري ماتباراي، (2011) - الحاكم العام السابق لنيوزيلندا ورئيس قوة الدفاع السابق
  -  جانين، ليدي ماتباراي، (2016) - نائب الملك السابق لنيوزيلندا
  -  حضرة. السيدة باتسي ريدي، (2016) - الحاكم العام السابق لنيوزيلندا
  -  حضرة. اللورد جيدت، (2018) - السكرتير الخاص السابق للملك
  -  حضرة. السيدة سيندي كيرو، (2021) - الحاكم العام لنيوزيلندا
  -  السير ديفيد جاسكوين، CStJ (2021) -

## روابط خارجية
- يحتوي الموقع الرسمي على صور لمختلف الشارات.
- «التغييرات في مرتبة الشرف QSO و QSM تؤثر على Gov Gen»، بيان صحفي للحكومة النيوزيلندية (21 مايو 2007).
- النظام الأساسي لنيشان الخدمة للملكة (SR 1975/200) - law.govt.nz
- مذكرة بموجب ختم الأمر بإعادة تشكيل الأمر.